# Paola Velardi
Paola Velardi (Roma, 26 aprile 1955) è un'informatica italiana, professoressa ordinaria di informatica all'Università La Sapienza di Roma, Italia.
Si occupa di Intelligenza Artificiale dal 1983. La sua ricerca comprende l'elaborazione del linguaggio naturale, l'apprendimento automatico, la business intelligence e il web semantico. Velardi è una delle cento scienziate incluse nel database online "100esperte.it" che promuove il riconoscimento di scienziate di alto livello nell'area della scienza, della tecnologia, dell'ingegneria e della matematica (STEM).

## Biografia
Velardi si è laureata in ingegneria elettronica presso l'Università La Sapienza nel 1978. Dal 1978 al 1983 ha lavorato per la Fondazione Ugo Bordoni, un istituto di ricerca focalizzato sulle ICT e lavorando sotto la supervisione del Ministero dello Sviluppo Economico italiano.  Nel 1983, ha trascorso un anno come visiting scholar alla Stanford University. Durante la permanenza a Stanford, Velardi si è appassionata all'Intelligenza Artificiale, che è rimasta da allora la sua area principale di ricerca. Dal 1984 al 1986 è tornata nella sua città natale e ha lavorato come ricercatrice per IBM. Dal 1986 al 1996 è stata professoressa associata presso la facoltà di ingegneria dell'Università Politecnica delle Marche. Dal novembre 1996 ha insegnato e svolto ricerca presso il dipartimento di informatica all'Università La Sapienza. Velardi è stata presidente dei corsi di laurea triennale e magistrale in Informatica presso l'Università La Sapienza dal 2010 al 2013 e dal 2015 al 2016.
Nel novembre 2001 Velardi è diventata professoressa ordinaria presso dipartimento di informatica dell'Università La Sapienza di Roma, Italia. Dal 2013 è coordinatrice del Diploma di apprendimento a distanza in Informatica all'Università La Sapienza. Ad oggi Velardi è impiegata come professoressa ordinaria all'Università La Sapienza.

## Ricerca
La ricerca di Velardi utilizza algoritmi per analizzare il linguaggio naturale sui social network e in generale nel linguaggio naturale esistente in qualsiasi documentazione scritta. Il suo attuale interesse comprende lo studio dei social media nell'ambito della sorveglianza epidemiologica e nell'analisi del ruolo di leadership delle donne che lavorano nei social network aziendali, le applicazioni dell'apprendimento automatico in ambito medico (eHealth),  e la progettazione di sistemi digitali di raccomandazione. Velardi mantiene anche un forte interesse nell'area dell'apprendimento ontologico e delle basi di conoscenza. Un esempio di applicazione della ricerca di Velardi è l'estrazione di temi di tendenza sui social media. I concetti fondamentali della sua ricerca nell'ambito del NLP sono l'apprendimento della conoscenza, l'estrazione di dati semistrutturati (in particolare i grafi) e la semantica. Velardi e il suo team hanno sviluppato una serie di strumenti web basati su tecniche di apprendimento automatico che classificano il linguaggio naturale per analisi con scopi diversi, con applicazioni in ambiti che vanno dalla sanità elettronica alla leadership femminile. Lo scopo di questi strumenti è l'estrazione di tassonomie, ontologie e semantica da un pool di dati scritti in linguaggio naturale, comprese le basi di conoscenza create dall'uomo come Wikipedia e reti sociali, semantiche e biologiche.
Secondo la bibliometria di Google Scholar aggiornata fino a gennaio 2022, le pubblicazioni scientifiche di Velardi sono state citate più di 6822 volte. Inoltre, l'indice h di Velardi era 38. Velardi ha pubblicato oltre 150 articoli su riviste e atti di convegni internazionali. Alcune delle sue pubblicazioni sono state pubblicate su riviste di alto livello come Artificial Intelligence, Computational Linguistics, Knowledge Bases Systems, IEEE Transactions (TDKE, PAMI, TOC, TSE), Data Mining e Knowledge Discovery, IEEE Journal of Biomedical Health Informatics, Artificial Intelligence in Medicine e Journal of Web Semantics.

## Riconoscimenti
Velardi è una delle cento donne scienziate incluse nel database "100esperte.it". Sei su cento scienziate presenti nel database di 100esperte sono informatiche come Velardi.
Velardi è nella lista dei migliori scienziati italiani. Il criterio per apparire nel database dei migliori scienziati italiani è avere un indice h maggiore di 30.
Nel marzo 2017, Velardi ha ottenuto l'IBM Faculty Award per le sue ricerche sui sistemi di raccomandazione.
A dicembre 2018, Velardi è stata inclusa nella lista delle 50 donne italiane più influenti nel campo della scienza e della tecnologia da Inspiring Fifty Archiviato l'8 aprile 2020 in Internet Archive., un'organizzazione no profit che mira ad aumentare la diversità in STEM rendendo più visibili i modelli femminili nella tecnologia.
Nel settembre 2019 Velardi è stata co-organizzatrice locale e presidente del programma della sesta celebrazione delle donne in informatica di ACM.
Nel novembre 2019 Velardi ha ricevuto lo Standout Woman Award International presso la sede del Parlamento italiano a Montecitorio.

## Attivismo
Velardi desidera sfatare il mito dell'informatica come disciplina orientata all'uomo e come disciplina "inflessibile". È la fondatrice del progetto "NERD? Non è roba per donne? ". Questo progetto nasce dalla partnership sostenuta da Velardi nel 2012 tra IBM Italia e il dipartimento di informatica dell'Università Sapienza. L'obiettivo del progetto è duplice: (1) presentare l'informatica come scienza creativa, interdisciplinare e orientata alla risoluzione dei problemi, e (2) incoraggiare le giovani studentesse a studiare informatica, ad esempio sviluppando app per smartphone.
Velardi è anche impegnata nella divulgazione scientifica. Fra l'altro, ha partecipato a diverse puntate della trasmissione #maestri su tematiche quali i pregiudizi negli algoritmi, la diffusione delle informazioni tramite le reti sociali, le applicazioni dell'intelligenza artificiale in medicina, il divario di genere in ICT, la gerontecnologia.